# Borrassà
Borrassà és un municipi de la comarca de l'Alt Empordà, a les Comarques Gironines. Segons IDESCAT el 2023 té una població de 795 persones en una superfície de 9,45 km² amb una altitud de 73 m.

## Geografia
- Llista de topònims de Borrassà (Orografia: muntanyes, serres, collades, indrets..; hidrografia: rius, fonts...; edificis: cases, masies, esglésies, etc).

| Entitat de població | Habitants (2023) |
| Borrassà            | 702              |
| Creixell            | 67               |
| Vilamorell          | 28               |
| Font: Idescat       |                  |

## Demografia
| 1497 f | 1515 f | 1553 f | 1717 | 1787 | 1857 | 1877 | 1887 | 1900 | 1910 |
| ------ | ------ | ------ | ---- | ---- | ---- | ---- | ---- | ---- | ---- |
| 34     | 36     | 41     | 346  | 479  | 906  | 822  | 791  | 774  | 747  |

| 1920 | 1930 | 1940 | 1950 | 1960 | 1970 | 1981 | 1990 | 1992 | 1994 |
| ---- | ---- | ---- | ---- | ---- | ---- | ---- | ---- | ---- | ---- |
| 731  | 726  | 712  | 669  | 632  | 581  | 526  | 510  | 476  | 476  |

| 1996 | 1998 | 2000 | 2002 | 2004 | 2006 | 2008 | 2010 | 2012 | 2014 |
| ---- | ---- | ---- | ---- | ---- | ---- | ---- | ---- | ---- | ---- |
| 503  | 489  | 533  | 534  | 557  | 614  | 682  | 684  | 714  | 728  |

| 2016 | 2018 | 2020 | 2022 | 2024 | 2026 | 2028 | 2030 | 2032 | 2034 |
| ---- | ---- | ---- | ---- | ---- | ---- | ---- | ---- | ---- | ---- |
| 711  | 702  | 733  | 776  | 773  | -    | -    | -    | -    | -    |

## Llocs d'interès
- Casa Coll o Cal Governador: obra de Rafael Masó. Actualment encara es conserva.[3][4]